# Грэм, Боб
Дэ́ниэл Ро́берт «Боб» Грэм (англ. Daniel Robert «Bob» Graham; 9 ноября 1936, Корал-Гейблс — 16 апреля 2024, Гейнсвилл) — американский политик-демократ. 38-й губернатор штата Флориды (1979—1987), представлял Флориду в Сенате США (1987—2005).

## Биография
В 1959 году он получил степень бакалавра в Университете Флориды, а в 1962 — степень магистра права в Гарвардской школе права. В 1966 году он был избран членом Палаты представителей Флориды, нижней палаты законодательного собрания штата. Он был членом Сената Флориды с 1970 по 1978. В 1978 году Грэм был избран губернатором Флориды, переизбран через четыре года. Он победил сенатора от Республиканской партии Паулу Гокинс на выборах в Сенат США в 1986 году, переизбран в 1992 и 1998 годах.
Грэм возглавлял сенатский комитет по вопросам разведки в 2001—2003 годах. В феврале 2003 году он выставил свою кандидатуру на президентских выборах от Демократической партии, но снял свою кандидатуру в октябре того же года. Он упоминался в качестве возможного кандидата в вице-президенты в паре с Джоном Керри на выборах в 2004 году.

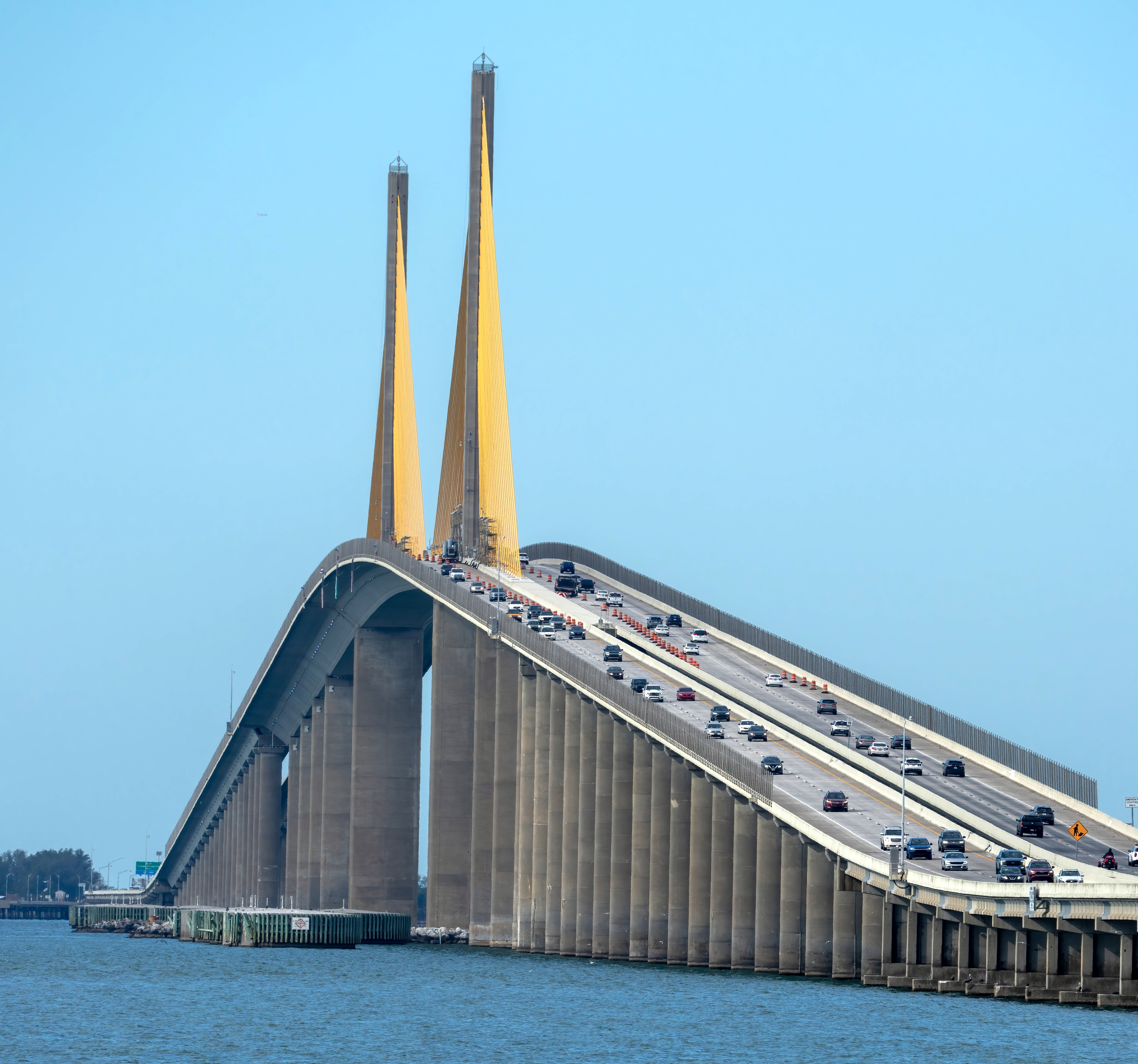
Мост Sunshine Skyway в 2023 году.

В 2020 году перенёс инсульт. 16 апреля 2024 года скончался от старости в доме престарелых в Гейнсвилле в возрасте 87 лет.

## Память
18 ноября 2005 года Легислатурой Флориды мосту Sunshine Skyway, построенный во время его губернаторства, было присвоено его имя.